# District d'Ulan
Le district d’Ulan (en kazakh : Ұлан ауданы) est un district du Kazakhstan-Oriental au Kazakhstan.

## Géographie
Le centre administratif du district est la ville de Molodyojny.

## Démographie
Le district a une population estimée de 40 482 habitants en 2013.